# Olga Fjodorova
Olga Olegevna Fjodorova (Russisch: Ольга Олеговна Фёдорова) (Oblast Sverdlovsk, 14 juli 1983) is een Russische sprintster, die gespecialiseerd is in de 100 m en actief is als bobsleester.

## Atletiek
Haar grootste prestatie is het winnen van een zilveren medaille met haar teamgenotes Joelia Tabakova, Irina Chabarova en Larisa Kroeglova op de 4 x 100 m estafette bij de Olympische Spelen van Athene in 2004. Ze eindigden hiermee achter het Jamaicaanse en voor het Franse team. Een jaar eerder was zij op de wereldkampioenschappen van 2003 in Parijs met haar teamgenotes Joelia Tabakova, Marina Kislova en Larisa Kroeglova derde geworden op de 4 x 100 m estafette achter het Franse (goud) en het Amerikaanse team (zilver).
Bij de Europacup-wedstrijd van 2005 in het Italiaanse Florence won Olga Fjodorova met 11,21 s op de 100 m een zilveren medaille achter de Française Christine Arron en Griekse Maria Karastamati. In dat jaar werd ze ook Russisch kampioene op de 100 m.

### Titels
- Russisch kampioene 100 m - 2005

### Persoonlijke records
Outdoor
| Onderdeel | Prestatie | Datum        | Plaats   |
| --------- | --------- | ------------ | -------- |
| 100 m     | 11,21 s   | 18 juni 2005 | Florence |
| 200 m     | 23,19 s   | 6 juni 2004  | Toela    |

Indoor
| Onderdeel | Prestatie | Datum            | Plaats          |
| --------- | --------- | ---------------- | --------------- |
| 50 m      | 6,23 s    | 26 februari 2005 | Liévin          |
| 60 m      | 7,20 s    | 7 januari 2005   | Jekaterinenburg |
| 200 m     | 23,43 s   | 26 februari 2003 | Moskou          |
| 300 m     | 37,93 s   | 7 januari 2004   | Jekaterinenburg |

### Palmares
100 m
- 2005:  Russische kamp. - 11,25 s
- 2005:  Europacup - 11,21 s

4 x 100 m
- 2003:  WK - 42,66 s
- 2004:  OS - 42,27 s

## Bobsleeën
Sinds 2006 is Olga Fjodorova actief in de bobsleesport. In de seizoenen 2006/07 en 2007/08 was ze actief als remster bij de pilotes Vicktoria Tokavaja, Alevtina Kovalenko en Anastasia Skoelkina. Met Tokavaja behaalde ze in de Wereldbeker bobsleeën zowel in 2006/07 (op 8 december 2006 in Park City) als in 2007/08 (op 26 januari 2008 in Sankt Moritz) een vijfde plaats als hoogste notering. Met Kovalenko eindigde ze op het WK 2007 als negende, met Tokavaja op het WK 2008 als veertiende. Met Skoelkina behaalde ze op het Jeugd-WK van 2008 de bronzen medaille.
Vanaf het seizoen 2008/09 is ze actief als pilote in deze tak van sport. In het eerste seizoen debuteerde ze in de Europacup met Jana Vinochodova als remster. Dit seizoen veroverde ze wederom de bronzen medaille op het Jeugd-WK met Ljoedmila Oedobkina als remster en met laatstgenoemde debuteerde ze ook in de wereldbeker als pilote, in de twee deelgenomen wedstrijden eindigde ze als negentiende en zestiende en werd 24e in het eindklassement. In het seizoen 2009/10 startte ze met Jelena Doronina als remster en later met Joelia Timofejeva, met wie ze drie keer als twaalfde eindigde in een wedstrijd. In het eindklassement eindigde ze op de zeventiende plaats. Op de Winterspelen van 2010 behaalde dit duo de achttiende plaats. Met Timofejeva nam ze in het seizoen 2010/11 voornamelijk in de Europacup deel. In de wereldbeker nam ze aan drie wedstrijden deel (13e, 11e en 9e klassering) en eindigde ze als negentiende in het klassement. In het wereldbekerseizoen 2011/12 nam ze alle acht wedstrijden deel, 6x met Timofejeva, 1x met Oedobkina en 1x met Margarita Ismailova. Twee keer de zesde plaats was de beste dagklassering, in het klassement eindigde ze als achtste. Op de Wereldkampioenschappen bobsleeën 2012 eindigde ze met Ismailova als remster op de elfde plaats.